# Kolečko

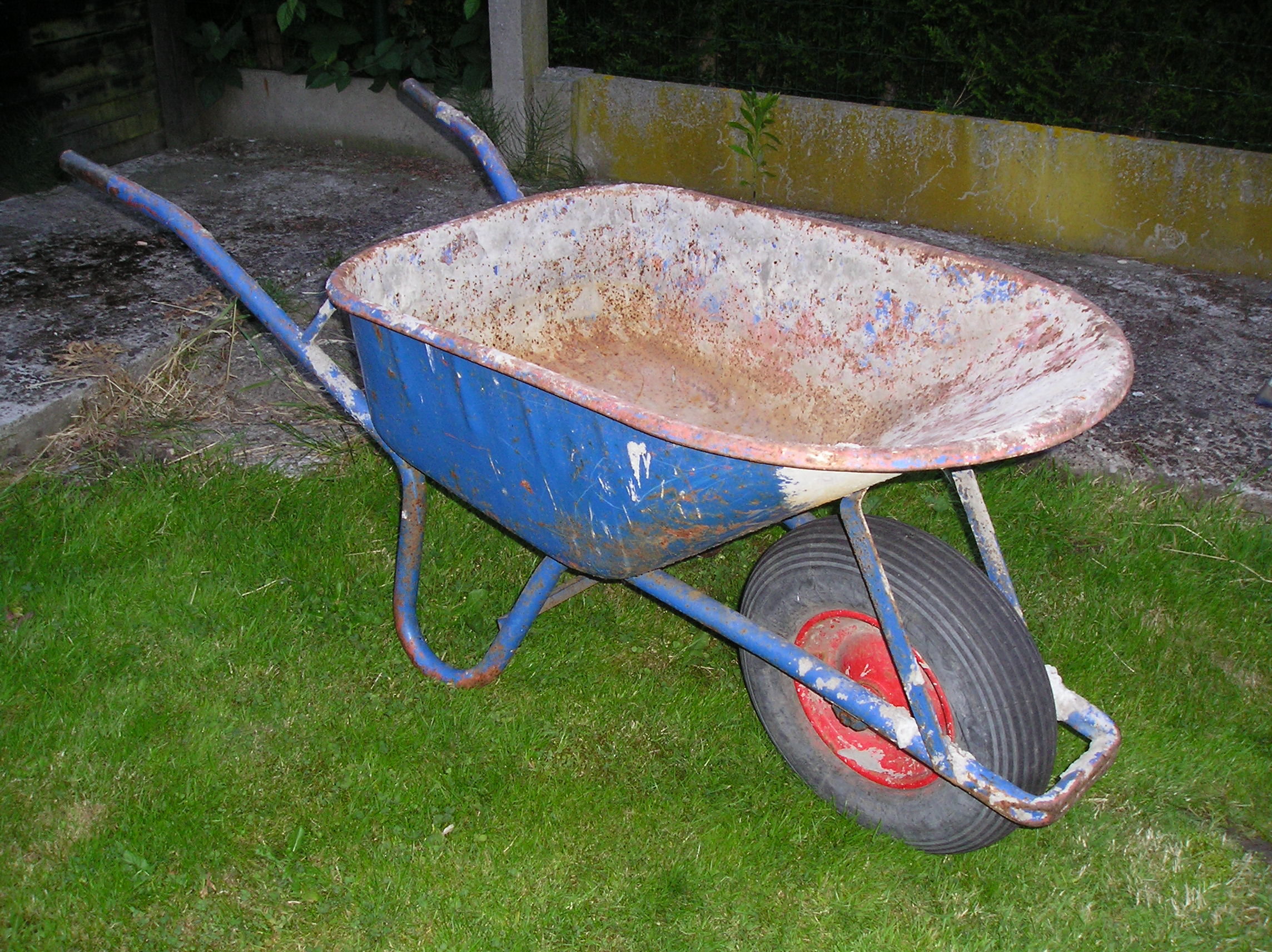
Kolečko

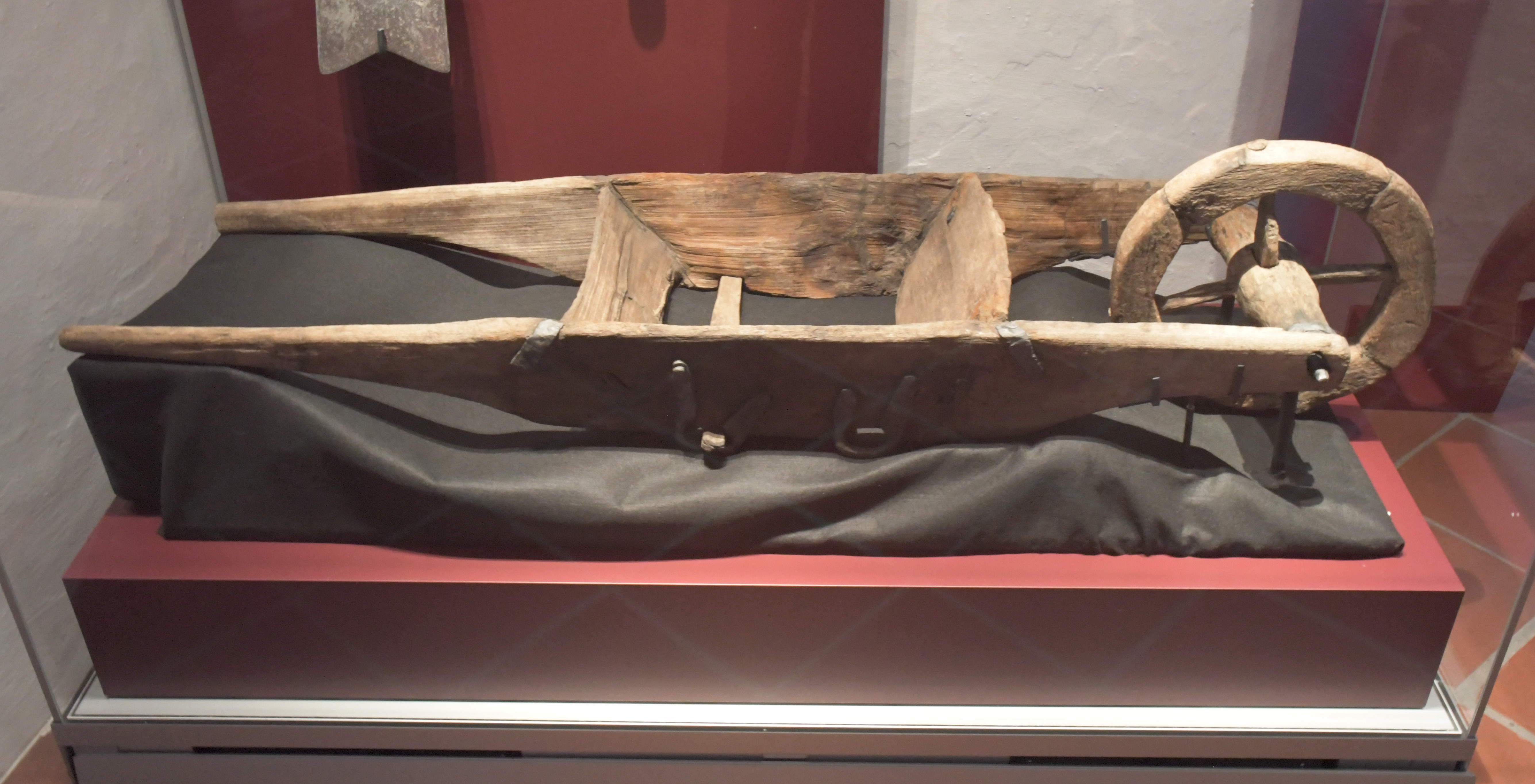
Nejstarší dochované evropské kolečko z Ingolstadtu, cca 1537

Kolečko je jednoduché mechanické zařízení resp. ruční stroj sloužící pro manuální přepravu materiálů, jednokolové vozidlo. Jedná se o kombinaci dvou jednoduchých strojů (páky a kola), jenž slouží pro přepravu zejména sypkých materiálů. Strojem obdobné konstrukce a účelu je trakař.

## Lidové názvy
Kolečko je v různých krajích nazýváno různě – na Moravě (zejména na Hané) je zváno kolečka (v množném čísle), v jihozápadních Čechách (v Pošumaví a na Prácheňsku) kolec, samokol či samokolí, na jihovýchodě Čech, Horácku a na jižní Moravě kotouč, v Chodsku kolmaha, na Doudlebsku šajbtruhla či šajtruhla, na západním Plzeňsku luberna či lubárna, v Podkrkonoší kortouč, v severozápadních a severních Čechách mluvících oblastech radvanec, na severní Vysočině korba či korbice, na Náchodsku kárka, na Orlickoústecku tůčko či tůček, na Valašsku, na severní Moravě a ve Slezsku táčky či táčka,v Těšínském Slezsku točky[zdroj?]  a na Karvinsku také káry či kára.

## Použití
Použití kolečka je vhodné pro manuální přesun na sypkých nebo dobře dělitelných materiálů, jako je zemina, cihly, písek, odpad nebo listí. Nehodí se pro přepravu desek nebo dlouhých předmětů (železných profilů apod.).
Obsah má 60–80 l.
Při přepravě materiálu na ne zcela zaplněném kolečku je vhodné jej vrstvit co nejblíže k ose kola, aby se zmenšila síla nutná k pozvednutí držadel.

## Konstrukce

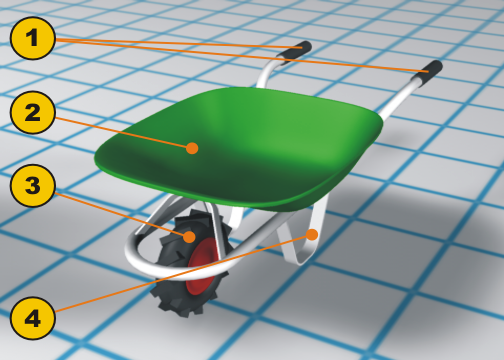
Schéma kolečka

Skládají se z následujících částí:
1. držadla
2. vana na náklad – korba
3. kolo
4. opěrky

## Dějiny

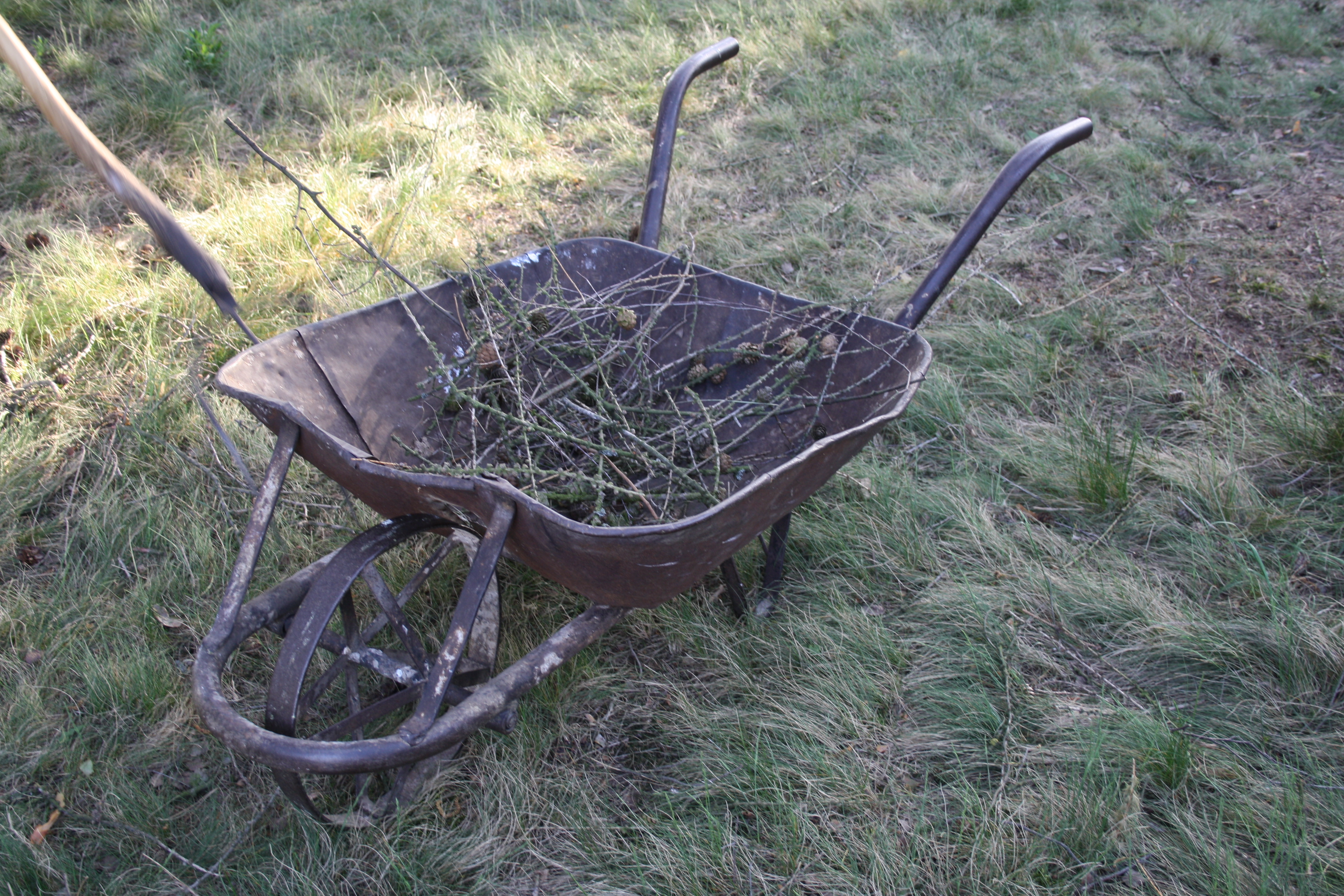
Historické celoželezné kolečko

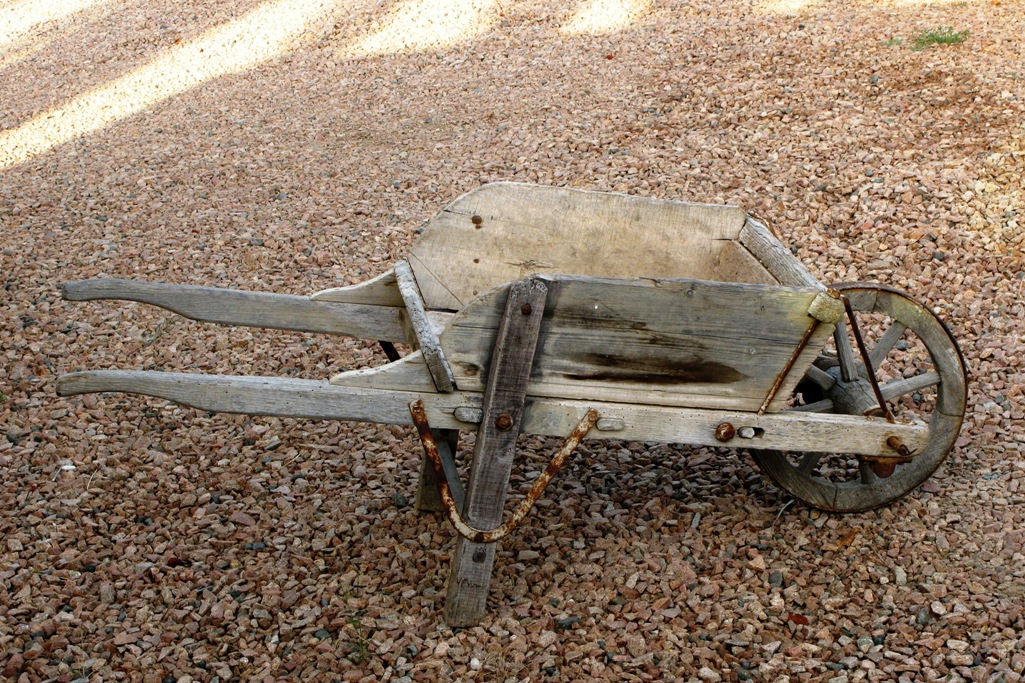
Historické dřevěné kolečko

Kolečko bylo vyvinuto z trakaře. Bylo jedním z přelomových vynálezů, neboť pro krátké vzdálenosti, jako např. na stavbě, se s ním na rozdíl od zvířaty tahaných vozů dalo dostat prakticky všude. Ačkoli nemělo takovou nosnost jako veliká kára, uneslo přesto více než průměrný člověk. Původně bylo stavěno ze dřeva, ve 20. století se uplatnily ocelové trubky a plech.
Kolečko zvýšilo celkovou efektivitu práce, urychlilo také (ačkoli ne přímo) průmyslovou revoluci. V mnoha zemích se však, i přes výhody kolečka, stále používají pro přepravu nosítka.